# Welterbe in Vanuatu

Zum Welterbe in Vanuatu gehört (Stand 2016) eine UNESCO-Welterbestätten des Weltkulturerbes. Der ozeanische Inselstaat Vanuatu hat die Welterbekonvention 2002 ratifiziert, die bislang einzige Welterbestätte wurden 2008 in die Welterbeliste aufgenommen.

## Welterbestätten
Die folgende Tabelle listet die UNESCO-Welterbestätten in Vanuatu in chronologischer Reihenfolge nach dem Jahr ihrer Aufnahme in die Welterbeliste (K – Kulturerbe, N – Naturerbe, K/N – gemischt, (G) – auf der Liste des gefährdeten Welterbes).
| Bild             | Bezeichnung                                       | Jahr | Typ | Ref. | Beschreibung |
| ---------------- | ------------------------------------------------- | ---- | --- | ---- | --- |
| (weitere Bilder) | Kulturlandschaft „Chief Roi Mata’s Domain“ (Lage) | 2008 | K   | 1280 | Das Gebiet umfasst „alles Land, das vom höchsten Punkt von Eretoka aus sichtbar ist“. Insbesondere geschützt sind Mangaas auf der Insel Efate, der ehemalige Residenzort von Chief Roi Mata, Fels Cave, eine Höhle mit Felsmalereien auf der Insel Lelepa, die Insel Eretoka (Artok), auf der der Begräbnisplatz von Roi Mata liegt, und das Seegebiet zwischen diesen drei Stätten. |

## Tentativliste
In der Tentativliste sind die Stätten eingetragen, die für eine Nominierung zur Aufnahme in die Welterbeliste vorgesehen sind.

### Aktuelle Welterbekandidaten
Derzeit (2017) sind fünf Stätten in der Tentativliste von Vanuatu eingetragen, die letzte Eintragung erfolgte 2005. Die folgende Tabelle listet die Stätten in chronologischer Reihenfolge nach dem Jahr ihrer Aufnahme in die Tentativliste.
| Bild                | Bezeichnung                                                | Jahr | Typ | Ref. | Beschreibung                                                      |
| ------------------- | ---------------------------------------------------------- | ---- | --- | ---- | ----------------------------------------------------------------- |
|                     | Yalo, Apialo und die heilige Geografie in Nordost-Malakula | 2004 | K   | 1971 | Geisterhöhlen Yalo und Apialo im Nordosten von Malakula           |
|                     | SS President Coolidge                                      | 2004 | K   | 1972 | Wrack-Tauchstätte                                                 |
| Vatthe-Schutzgebiet | Vatthe-Schutzgebiet                                        | 2004 | N   | 1973 | Regenwald-Schutzgebiet an der Nordküste der Insel Espiritu Santo. |
| Lake Letas          | Lake Letas                                                 | 2004 | N   | 1974 | Kratersee im Zentrum der Vulkaninsel Gaua                         |
|                     | Die Nowon und Votwos von Ureparapara                       | 2005 | K   | 2057 | Architekturelemente aus Korallenstein auf der Insel Ureparapara   |

### Ehemalige Welterbekandidaten
Diese Stätten standen früher auf der Tentativliste, wurden jedoch wieder zurückgezogen oder von der UNESCO abgelehnt. Stätten, die in anderen Einträgen auf der Tentativliste enthalten oder Bestandteile von Welterbestätten sind, werden hier nicht berücksichtigt.
| Bild                    | Bezeichnung             | Jahr      | Typ | Ref. | Beschreibung                                                                                         |
| ----------------------- | ----------------------- | --------- | --- | ---- | --- |
| Die Vulkane von Vanuatu | Die Vulkane von Vanuatu | 2004–2005 | N   |      | Vanuatu hat eine Reihe von Vulkanen, von denen 9 noch aktiv sind oder es in historischer Zeit waren. |